# 博县
博县，一译不县、大笃县，是柬埔寨暹粒省下辖的一个县。
据1998年人口普查，此县共有110,863人。